# غيفي نوديا
غيفي نوديا، من مواليد 2 يناير 1948، وتوفي في 7 أبريل 2005، لاعب كرة قدم سوفييتي سابق، ومدرب كرة قدم سوفييتي سابق.
لعب مع منتخب الاتحاد السوفييتي لكرة القدم.

## مسيرته الكروية
لعب غيفي نوديا خلال مسيرته الاحترافية مع 3 أندية في خمسة عشر موسمًا وسجل خلالها 93 هدفًا ضمن 315 مباراة. حيث فاز في موسم واحد بالكأس ولم يفز بأي دوري.
خاض غيفي نوديا مسيرته مع نادي توربيدو كوتيسي في عامي 1965-1967 ولمدة موسمين، مشاركًا في 36 مباراة سجل خلالها 9 أهداف. ثم انتقل إلى نادي دينامو تبليسي في موسم 1967 في المرة الأولى ليلعب معه تسعة مواسم ثم ما بين عامي 1979 و1980 لمدة موسم واحد، حيث شارك طوالها في 211 مباراة سجل خلالها 75 هدفًا. لينتقل بعدها إلى نادي لوكوموتيف موسكو في موسم 1976 واستمر معه طيلة ثلاثة مواسم، مشاركًا في 68 مباراة سجل خلالها 9 أهداف.

## روابط خارجية
- غيفي نوديا على موقع قاعدة بيانات كرة القدم.إي يو (الإنجليزية)
- غيفي نوديا على موقع ناشيونال فوتبول تيمز (الإنجليزية)